# La Course effrénée
Pour plus de détails, voir Fiche technique et Distribution.
La Course effrénée est un film documentaire réalisé en 2010 par Samuel Tilman, c'est la première partie de la série de trois documentaires intitulée Kongo. Le film mêle archives et reconstitution en film d’animation[réf. nécessaire].

## Synopsis
À travers le parcours de quelques pionniers portugais, français, belges et africains, cet épisode introductif retrace les premières grandes étapes de l'occupation coloniale européenne au Congo. De l'installation portugaise au XVIe siècle jusqu'à la souveraineté de Léopold II au XIXe siècle, du commerce des esclaves à celui du caoutchouc, l'épisode plonge dans les détours de cette conquête sanglante, décrite par des témoins qui l'ont connue de l'intérieur.

## Fiche technique
- Titre : La Course effrénée
- Réalisation : Samuel Tilman
- Pays d’origine : Belgique
- Production : Eklectik Productions
- Coproduction : Off World, R.T.B.F. Télévision Belge, VRT – Canvas, Archives Belgavox, uMedia Family
- Commentaire : Jean-Michel Vovk
- Animation : studio Walking the Dog
- Coordinateur sonore : Jean-François Levillain
- Montage : Thomas Vandecasteele
- Mixage : Benoît Biral
- Musiques originales : Pierre de Surgères, Yann-Elie Gorans (générique)
- Genre : documentaire
- Langue : français
- Durée : 54 minutes
- Format : vidéo
- Distribution : Compagnie des Phares et Balises
- Soutiens : Centre du Cinéma et de l’Audiovisuel de la Communauté Française de Belgique et des Télédistributeurs Wallons, Vlaams Audiovisuel Fonds, Régions Wallonne et Bruxelles Capitale, Programme Media de la Commission Européenne